# Abyla bicarinata
Abyla bicarinata är en nässeldjursart som beskrevs av Moser 1925. Abyla bicarinata ingår i släktet Abyla och familjen Abylidae. Inga underarter finns listade i Catalogue of Life.